# James Melville de Halhill
 (septembre 2021).
Si vous disposez d'ouvrages ou d'articles de référence ou si vous connaissez des sites web de qualité traitant du thème abordé ici, merci de compléter l'article en donnant les références utiles à sa vérifiabilité et en les liant à la section « Notes et références ».
James Melville de Halhill est un historien écossais, conseiller privé de Marie Stuart, né en 1535 et mort en 1617.
« Il servit sa souveraine avec un dévouement qui n’excluait pas l’indépendance, et fut même obligé de s’enfuir pour avoir voulu détourner Marie de son union avec Bothwell. Il fut appelé ensuite au conseil par les régents qui gouvernèrent pendant la minorité de Jacques VI, et par ce prince lui-même. »[citation nécessaire]

## Œuvres
Melville a laissé des Mémoires historiques très estimés[non neutre] et que l’inquisition de Rome a mis à l’index. Ils ont été publiés à Londres (1683) et traduits en français par l’abbé de Marsy (1745).